# Saugon
Saugon is een gemeente in het Franse departement Gironde (regio Nouvelle-Aquitaine) en telt 343 inwoners (2004). De plaats maakt deel uit van het arrondissement Blaye.

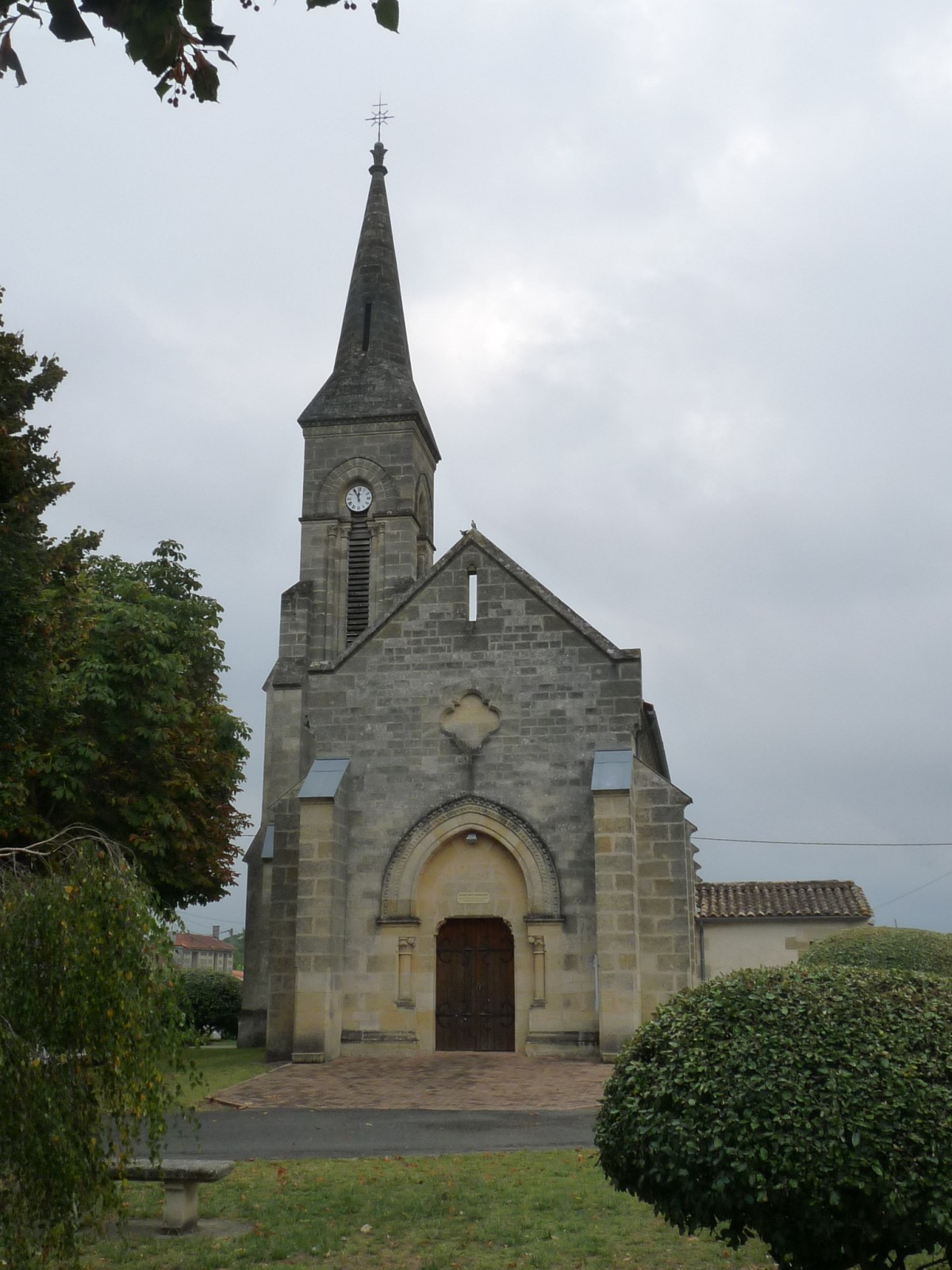
Kerk van Saugon
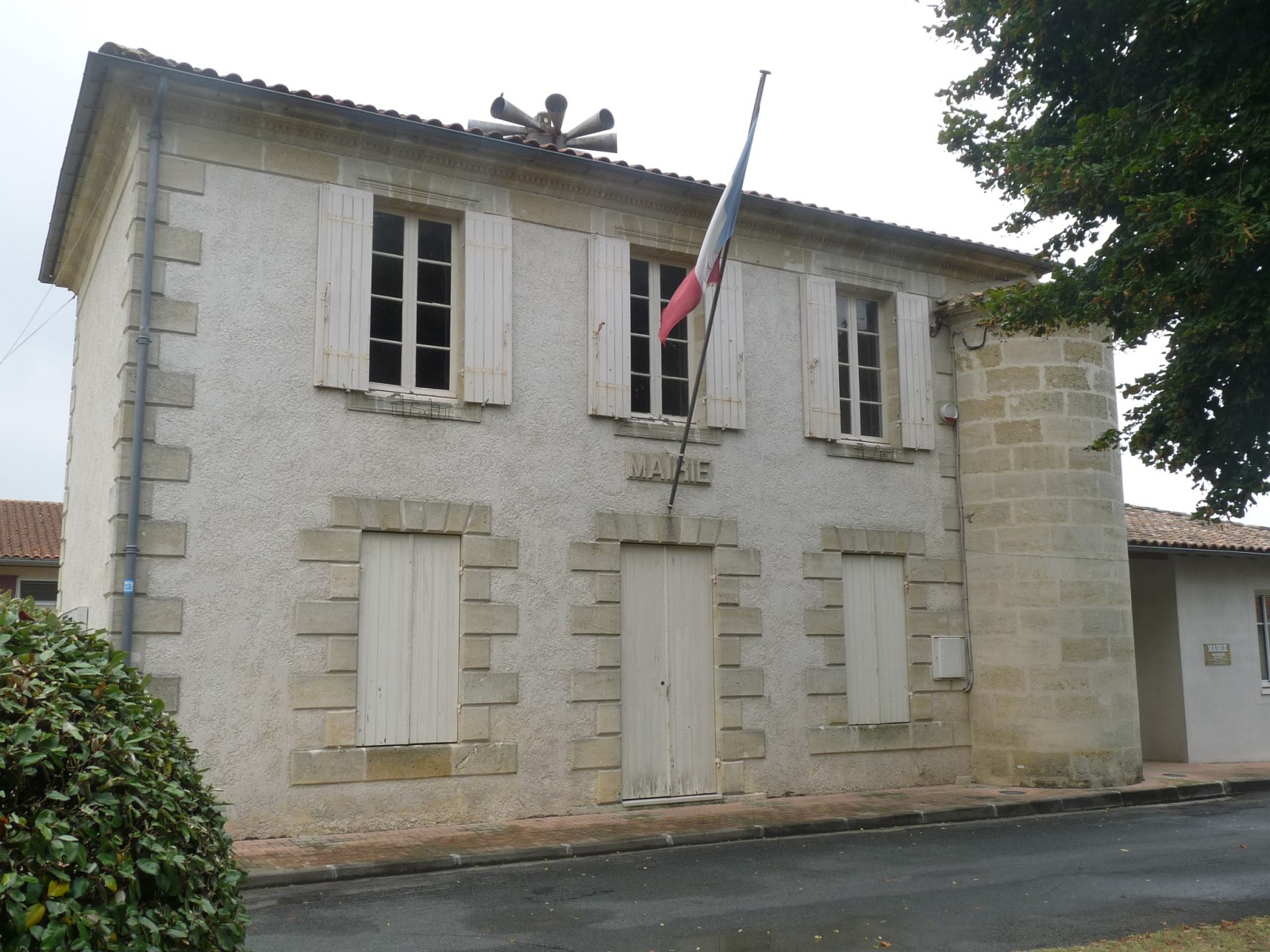
Gemeentehuis

## Geografie
De oppervlakte van Saugon bedraagt 15,5 km², de bevolkingsdichtheid is 22,1 inwoners per km².
De onderstaande kaart toont de ligging van Saugon met de belangrijkste infrastructuur en aangrenzende gemeenten.

## Demografie
Onderstaande figuur toont het verloop van het inwonertal (bron: INSEE-tellingen).